# 田辺九万三
- 田辺九萬三
- 田邊九万三
- 田邊九萬三

田辺 九万三（たなべ くまぞう、1888年3月9日 - 1955年6月12日）は、日本ラグビーフットボール協会第2代会長。

## 来歴
神奈川県横須賀市浦賀で生まれる。
1902年（明治35年）、慶應義塾普通部（中学）に入学し端艇部（ボート部）に所属。中学3年生からラグビーを始めた。
1906年（明治39年）11月、慶應義塾とYC&ACとの9回目の対戦で、公式戦にフォワード（FW）として初出場。
1910年（明治43年）、慶應義塾大学法学部2年時に慶應義塾體育會蹴球部の主将に就任。同年秋から、慶應義塾独自のFW7人体制（2-3-2 または 3-2-2）を採用した。FW7人体制は、当時のオールブラックス（ニュージーランド代表）が採用しており、慶應義塾はその後17年間FW7人体制を守り、日本国内チームに対して無敗記録を続けた。
1911年（明治44年）4月6日、前年に日本で2番目に誕生した日本人ラグビーチーム第三高等学校嶽水会蹴球部（現・京都大学ラグビー部）と初対戦し、勝利した。
大学在学中は夏休みを中心に、地方の高校（旧制中学）や大学を訪問し、ラグビーの普及と指導を行った。
大学卒業後は、関西のOBクラブ「オール・ホワイト」こと関西ラグビー倶楽部（KRAC）に所属しプレーした。KRACは、後（1925年）に関西ラグビーフットボール協会となる。
1926年（大正15年）11月30日に、日本ラグビー蹴球協会（日本ラグビーフットボール協会）が創立。役員人事は1928年（昭和3年）2月に決定し、名誉会長には関東協会会長の田中銀之助、副会長に高木喜寬、初代理事長に田辺九万三、会計役に香山蕃が就任、会長は候補から決めかねて空席となった（翌1929年に、副会長の高木喜寬が会長就任）。
1928年（昭和3年）、ルール統一の必要性から、理事長の田辺九万三が、橋本壽三郎を委員長とする「競技規則制定委員会」を組織して、「競技規則」を制定した。現在の「競技規則」のルーツとなる。T（トライの後、ゴール失敗）が3点、G（トライとゴール成功）が5点、PG（ペナルティゴール）3点、DG（ドロップゴール）4点とされ、長さ単位はヤード・フィート制だった。
1953年(昭和28年)1月23日、日本ラグビーフットボール協会の2代目会長に就任した。
1955年（昭和30年）6月12日、協会会長として在任中に、狭心症のため横須賀市の自宅で死去。67歳没。6月15日、秩父宮ラグビー場で2,000人を超える参列者による葬儀（協会葬）を行った。同年8月発行の日本ラグビーフットボール協会機関紙「RUGBY FOOTBALL」第4巻5号（1955年8月号）は、「田辺会長追悼号」として特集した。

## 書籍
- 田邊九万三追懷録 - 1956年（昭和31年）12月、田邊九万三追懷録編纂委員会[16]